# Надписи на иконах
Надписи на иконах — принятые в православной иконописи условные обозначение и сокращения.
Надписи могут быть выполнены как на церковнославянском языке, так и на греческом. В иконных надписях широко применяется контрактура (лат. contractura — стягивание) — сокращенное написание слова с помощью начальной и конечной букв. Над контрактурами ставится надстрочный знак сокращения — титло.

## Бог
- Θεος — Бог (греч.)
- Бгъ — Бог
- Гдь — Господь

### Иисус Христос
- IC XC, ΙΣ ΧΣ  — сокращенное написание имени греч. Ιησους Χριστος[3]
- IИС ХС — сокращенное написание имени Иисуса Христа. Распространяется после церковного раскола XVII в. как ответ на традиционное русское написание имени «Iсусъ» с одной «и», поддерживаемое старообрядцами, одним из аргументов которых было надписание «IC XC» на древних иконах[3].
- IСЪ ХСЪ
- Iсусъ
- ΙΧΘΥΣ — дословно «рыба», греческий акроним греч. Ιησους Χριστος Θεου Υιος, Σωτηρ — Иисус Христос Сын Божий, Спаситель[3] (см. ихтис).
- ο ων (греч.) — сокращенное написание именования Бога «Сущий», «Аз есмь Сый» — «Я есть Сущий» (Исх. 3:14). Надпись имени Пресвятой Троицы на кресчатом нимбе на иконах Иисуса Христа[3] .
- Црь слвы — Царь Славы

## Богородица
- ΜΡ ΘΥ — сокращение от греч. Μητερ Θεου — Матерь Божия[3]
- МН БЖН — Матерь Божия
- Б. М. — Божия Матерь
- Бца — Богородица
- П. Б. — Пресвятая Богородица

## Распятие Христово
- I.Н. Ц.I. — сокращенная надпись на изображениях «Распятий», знак слов, написанных на трех языках (еврейском, греческом и латинском) Понтием Пилатом на табличке, прибитой над головой Спасителя: «Иисус Назорянин, Царь Иудейский» (см. INRI)[3]
- МЛ РБ — сокращение от «место лобное рай бысть», либо «место лобное распят бысть» надпись при изображении Распятия[3]
- ΤΚΠΓ (греч.) — сокращение от Τουτο (или Τουτο) Κρανιον Παραδεισος Γεγονε — аналог русской надписи МЛРБ[3]
- ГГ — гора Голгофа, надпись у подножия Креста при изображении Распятия[3].
- ГА — Адамова голова (символ), надпись при черепе, изображаемом у подножия Распятия[3]
- К — копие — одно из орудий страстей, изображаемое при Распятии (см. Копье Судьбы)[3]
- Т сокращение от «трость» — одно из орудий страстей, изображаемое при Распятии[3]
- КТ — сокращение от «копие» и «трость», подпись у орудий страстей на изображениях Распятия[3].

## Святые
- ΑΓΙΟΣ, αγιος, АГИОС — греч. святой. Часто слово «агиос», как несущее сакральный смысл, сокращалось, причем нередко до иероглифического знака с простановкой титла. Как начальный текст непрестанного ангельского славословия во имя Святой Троицы, троекратное повторения слова «агиос» может встречаться в изображениях ангелов[4]
- ΑΓΙΑ, αγια, АГИА — греч. святая[4].
- СВЯТЫЙ, СТЫ, СТН, СТИ, СТ, СВ — святой
- СТАЯ — святая
- ОКА, ОАК — праведник (греч.)
- ПРО  — пророк
- АПЛЪ — апостол
- СТЛЬ — святитель
- МЧ, МЧНК — мученик
- ПР — преподобный